# Aujila
Aujila (em aujilês: Awjilan; em árabe: أوجلة; romaniz.: Awjilah) é uma cidade oásis no distrito de Oásis na região do nordeste da Cirenaica. É o local no que se fala a língua aujilesa, um berbere oriental. A povoação cultiva pequenas hortas com água de poços profundos. A cidade possui uma importante reserva de petróleo e 4 refinarias. A cidade tem 44 000 habitantes.